# Die Ermordung der Söhne Eduards IV.
Die Ermordung der Söhne Eduards IV. ist der Titel eines Historiengemäldes von Theodor Hildebrandt aus dem Jahr 1835. Nach einer Szene aus William Shakespeares Drama Richard III. stellt es den Königsmord an dem 12-jährigen Eduard V. und dessen Bruder Richard im Tower of London dar. Das Werk ist ein herausragendes Beispiel für die Rezeption literarischer Stoffe sowie zeitgenössischer französischer und belgischer Malerei durch die Düsseldorfer Malerschule.

## Beschreibung und Bedeutung
Die in dem Ölgemälde geschilderte Handlung spielt in der Zeit der Rosenkriege und reflektiert deren dramatische Bearbeitung durch William Shakespeare. In enger Anlehnung an den vierten Akt des Dramas Richard III. zeigt der Maler ein retardierendes Moment kurz vor dem Auftragsmord an Eduard V. und dessen Bruder Richard, den „Prinzen im Tower“: James Tyrell, der als Gefolgsmann des Lordprotektors Richard von York von diesem den Befehl erhalten hat, die in den Tower of London gebrachten Kinder des verstorbenen Königs Eduard IV. zu töten, um seinem ruchlosen Auftraggeber das englische Königtum zu verschaffen, fixiert mit scharfem Blick die in einem Himmelbett schlafenden Königskinder. Zum Zeichen seiner mörderischen Entschlossenheit hält er in seinen zu Fäusten geballten Händen ein Kissen, mit dem er die Kinder ersticken will. Ein zweiter Mann steht mit nachdenklichem Blick im Halbschatten hinter ihm.
Das Gemälde führt den Betrachter unmittelbar an das detailrealistisch geschilderte, schlaglichtartig beleuchtete Drama heran. Ein violetter Samtvorhang des Bettes rahmt den linken Bildrand. Der Vorhang und die verschiedenen Bettdecken und Kissen sind in ihren Texturen und Mustern feinmalerisch ausgeführt, ebenso wie Struktur und Gliederung des Holzbettes. Ein Buch und ein Rosenkranz, die auf dem Bette liegen, vermitteln, dass die Kinder nach frommem Gebet eingeschlafen sind. In geschwisterlicher Zuneigung umarmt der kleine den großen Bruder. Engelsgleich wirkt das Inkarnat des Kleinen.

## Entstehung und Rezeption

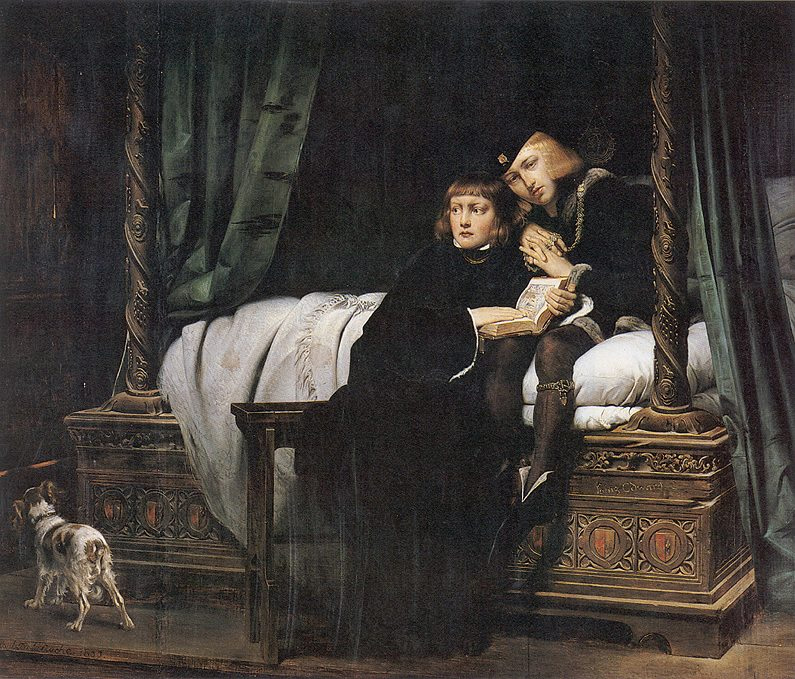
Die Söhne Eduards IV., Gemälde von Paul Delaroche, 1830

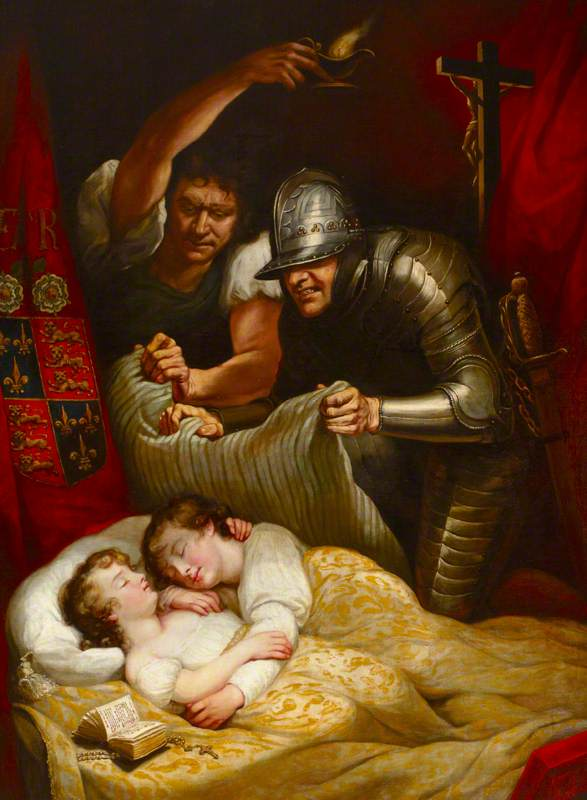
The Murder of the Princes in the Tower, Gemälde von James Northcote (1746–1831), 1786

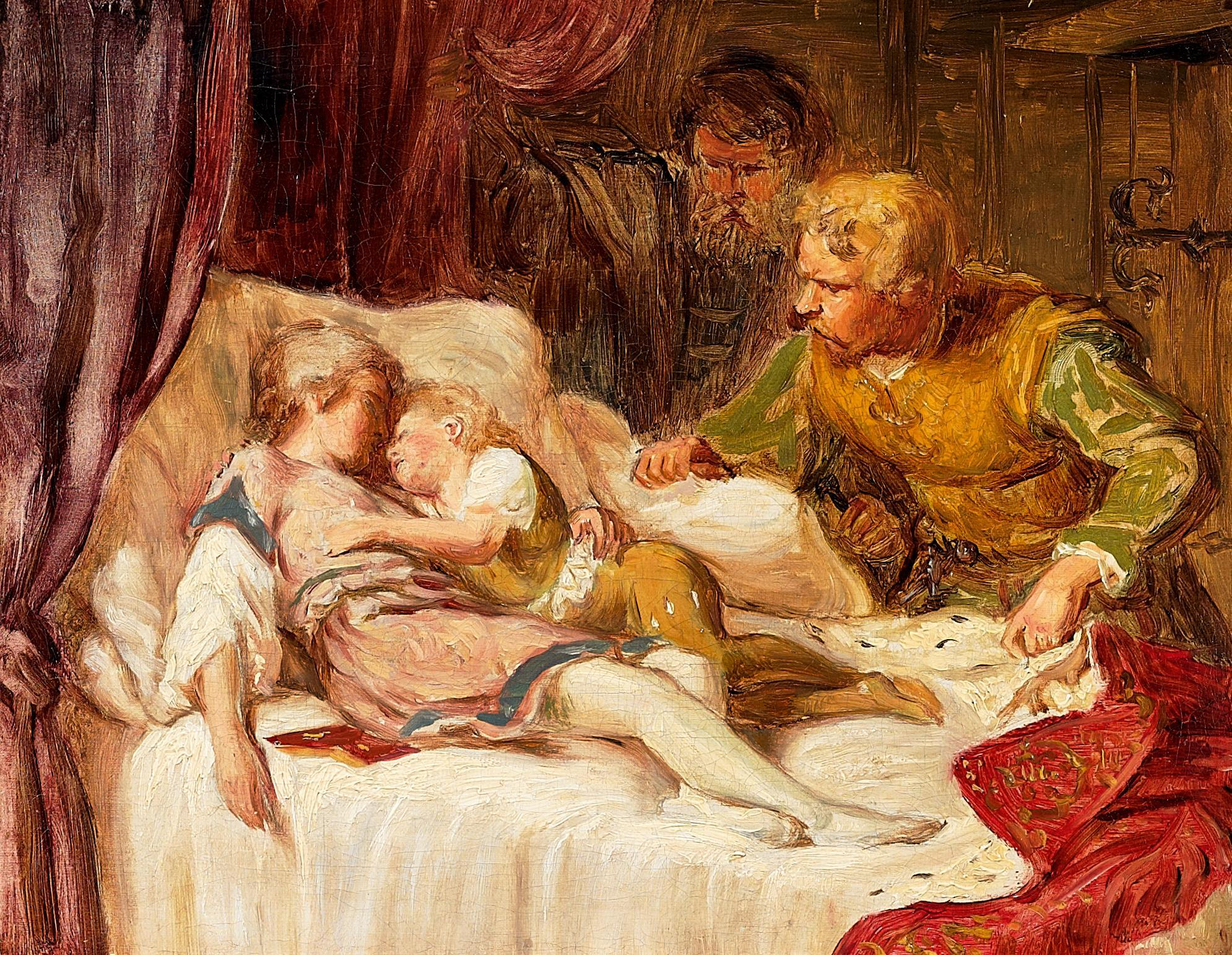
Studie, 1834

Theodor Hildebrandt, der Maler des Bildes, hatte 1829 zusammen mit seinem Lehrer Wilhelm Schadow eine Reise nach Paris und in die südlichen Niederlande unternommen und in Antwerpen die Malerei von Gustave Wappers kennengelernt, die für ihr „belgisches Kolorit“ berühmt wurde. Eine verstärkte Auseinandersetzung mit französischen und belgischen Vorbildern war das Ergebnis dieser Reise. Im Herbst 1831 war Hildebrandt von Schadow zum Hilfslehrer an der Kunstakademie Düsseldorf berufen worden. Im Jahr 1832 hatte er im Sinne Schillerschen Idealismus mit dem Gemälde Der Krieger und sein Kind das anmutig Naive im Menschen in der Figur eines Christuskind-ähnlichen Kleinkindes dargestellt und damit ein rasch populär werdendes Bildmotiv der „Schönen Seele“ geschaffen. Als besonders bildwürdig galten nach der akademischen Lehre Schadows seinerzeit literarische Stoffe von hohem idealistischen Gehalt, wie sie neuerdings etwa im Düsseldorfer Theater durch die Immermann’sche Musterbühne aufgeführt wurden. Auch durch Mitwirkung am Bühnenbild nahm Hildebrandt in den 1830er Jahren daran Anteil. Hierdurch mag dem Maler das Interesse für Historiendramen gewachsen sein, zumal er sich schon in seinen Berliner Jahren durch den Schauspieler Ludwig Devrient für Stoffe von Goethe und Shakespeare begeistert hatte.
1830 hatte der französische Maler Paul Delaroche das Bild Die Söhne Eduards IV. geschaffen. Als er es 1831 im Salon de Paris ausstellte, polarisierte es die Kunstöffentlichkeit und regte zahlreiche Künstler dazu an, sich mit dem Stoff zu beschäftigen. Zu denjenigen, die das Gemälde besprachen, zählte der deutsche Exilschriftsteller Heinrich Heine. Auch Hildebrandt rezipierte die Diskussion über das Bild und entschloss sich, Komposition und Bildtechniken von Delaroche in Paris zu studieren. Für die Komposition seines eigenen Bildvorhabens wählte er jedoch den Nachstich von Francesco Bartolozzi zu einem Gemälde, das James Northcote (1746–1831) 1786 für die Shakespeare Gallery von John Boydell (1720–1804) geschaffen hatte. In sorgfältigen Studien bereitete Hildebrandt sein Gemälde vor. Für die Figur des Bösewichts stand ihm in Düsseldorf sein Schüler und Freund Paul Joseph Kiederich Modell.
Als Hildebrandt sein Werk 1835 der Öffentlichkeit vorstellte, erhielt er große Zustimmung. Das Bild galt fortan als sein Meisterwerk und verschaffte ihm den künstlerischen Durchbruch zu einem Vertreter einer „neuen Richtung“ innerhalb der Düsseldorfer Malerei. Schadow attestierte seinem Schüler die gleiche Meisterschaft wie Delaroche. Der Schriftsteller Hermann Püttmann rezipierte das Bild als Zuneigung des Künstlers zur „Manier der neu-französischen Schule“. Der Schriftsteller Wolfgang Müller von Königswinter rühmte an dem Bild die größere Treue zur Vorlage Shakespeares und die reizende Darstellung der Kinder, während er Delaroche bescheinigte, zweifellos geistreicher gewesen zu sein, indem jener die Kinder ahnungsvoll sitzend und ein vom Bett hinabgesprungenes Schoßhündchen als Zeichen nahenden Unheils dargestellt habe. Otto Friedrich Gruppe, Kunstkritiker der Allgemeinen Preußischen Staatszeitung, befand in einem nationalistisch-martialischen Vergleich, dass den „in geschlossener Schlachtordnung angetretenen“ französischen Bildern durch Hildebrandt nunmehr „hinreichend die Spitze“ geboten werde. Im Kontext zeitgenössischer Realismus-Diskurse sah Friedrich von Uechtritz durch das Bild in „ächtdeutscher Gründlichkeit“ die Malerei französischer und belgischer Maler, die er gar falscher Effekte bezichtigte, übertroffen. Enthusiastisch lobte er, wie der Maler die kindlichen Figuren aufgefasst und ausgeführt hatte:

„[…] meint man doch, den leisen, reinen und frischen Hauch des schlummernden Kindes zu fühlen, den feuchten Duft des Schlummers aus den Poren der höher gefärbten Wangen steigen zu sehn. Und dieses Roth der Wangen, wie ist es der Natur abgelauscht, welche feine und zarte Beobachtung zeigt sich in den sanft ruhenden und leise gehobenen Fingern der kleinen Hände? Wahrlich, hätte Hildebrandt nichts als diese Knaben gemalt, er hätte seinen göttlichen Beruf zu dieser Kunst, der ja vor allem in seinem ‚Können‘ besteht, mehr als mancher andre bewährt […]. Er versagt sich auf das ehrlichste jeden falschen Effect, jede unwahre Abdämpfung des Lichtes oder Verstärkung eines Schattens, wie sie bei den französischen und belgischen Malern unsrer Tage so gewöhnlich sind.“

## Provenienz, Reproduktion
Das Gemälde wurde 1835 von dem Halberstädter Domherrn Werner Friedrich Julius Stephan von Spiegel erworben. Auf dessen Schloss Seggerde gelangte es durch Erbfolge in den Besitz des Politikers Eduard Wiprecht von Davier, der es in seiner Familie weitervererbte. 1962 kaufte es das Kunstmuseum am Ehrenhof für die Kunstsammlung der Stadt Düsseldorf im Kölner Kunsthandel an (Auktion des Kunsthauses Lempertz vom 17. bis 19. Mai 1962, Kat.-Nr. 320).
Der Berliner Kunstsammler Atanazy Raczyński, der in Hildebrandt einen „neuen Rembrandt“ erblickte, gab zeitnah bei dem Künstler eine verkleinerte Replik in Auftrag, die wie die Vorlage 1835 entstand und heute zur Sammlung des Nationalmuseums Posen gehört. Neben unterschiedlichen Farben der Kleidung fällt jedoch auf, dass sich das Bild in Posen auch in der Architektur im Hintergrund unterscheidet. So zeigt sich bei der Düsseldorfer Version eine Tür hinten links, während auf der Posener Version die Tür mittig nach hinten angeordnet ist. Dieser Unterschied ist von Bedeutung, da die 1834 datierte Ölskizze ebenfalls die Tür der Posener Version zeigt und nicht die nach links öffnende Tür der Düsseldorfer Version. Eine weitere verkleinerte Replik entstand 1837 für den Prinzen August von Preußen. Über ihren Verbleib ist nichts Näheres bekannt. Eine Bildvariante mit abweichendem Detail (geschlossenes Gebetbuch), die auf die Zeit um 1836 datiert wird, gelangte in das Eigentum der Stiftung Sammlung Volmer.
Kupferstiche des Bildes schufen Gustav Lüderitz und Friedrich Knolle, eine Lithografie Friedrich Jentzen.